# Shiyan
Shiyan (cinese: 十堰; pinyin: Shíyàn) è una città-prefettura della Cina nella provincia dello Hubei.

## Geografia antropica

### Suddivisioni amministrative
- Distretto di Zhangwan
- Distretto di Maojian
- Distretto di Yunyang
- Danjiangkou
- Contea di Zhushan
- Contea di Fang
- Contea di Yunxi
- Contea di Zhuxi